# Prison pour femmes de Neve Tirtza
La prison de Neve Tirtza (hébreu : בית סוהר נווה תרצה) est la seule prison pour femmes d'Israël.

## Histoire
La prison pour femmes de Neve Tirtza a ouvert ses portes en 1968. Avant son ouverture, les prisonnières étaient détenues dans des quartiers réservés aux femmes, dans des prisons autrefois réservées aux hommes. C'est l'une des nombreuses prisons de Ramla et est directement adjacent à la prison de Maasiyahu. 
En 1970, les Palestiniens détenus à Neve Tirtza ont entamé une grève de la faim de 9 jours pour réclamer l'accès aux produits sanitaires,.
En 1997, le prisonnier palestinien Itaf Alayan, en détention administrative, a entrepris une grève de la faim de 43 jours à la prison, l'une des plus longues grèves de la faim de prisonniers de l'histoire du conflit israélo-palestinien,.
En 2001, les Palestiniens détenus à Neve Tirtza ont entamé une grève de la faim de huit jours.
En 2019, 200 femmes étaient incarcérées à Neve Tirtza,.

## Détenus notables
- Khalida Jarrar
- Rima Hassan

## Note et références
1. ↑  (en-US) Mark Abadi, « There's only one women's prison in Israel — and a photographer documented the inmates in harrowing detail », sur Business Insider (consulté le 12 juin 2025)
2. ↑  (en) Malaka Shwaikh, « Starving for dignity in Israeli prisons », sur Starving for dignity in Israeli prisons (consulté le 12 juin 2025)
3. ↑  (en) Zena Al Tahhan, « A timeline of Palestinian mass hunger strikes in Israel », sur Al Jazeera (consulté le 12 juin 2025)
4. ↑  (en) « Two Palestinians Continue Hunger Strike against Administrative Detention », sur WAFA Agency (consulté le 12 juin 2025)
5. ↑  « Militante du Jihad Islamique incarcérée dans les géôles israéliennes Itaf Alayan arrête sa grève de la faim au bout de 40 jours », sur L'Orient-Le Jour, 2 décembre 1997 (consulté le 12 juin 2025)
6. ↑  Lena Meari, Samera Esmeir et Ramsey McGlazer, « “You're Not Defeated as Long as You're Resisting”: Palestinian Hunger Strikes between the Singular and the Collective: An Interview with Lena Meari », Critical Times, vol. 5, no 3,‎ 1er décembre 2022, p. 645–662 (ISSN 2641-0478, DOI 10.1215/26410478-10030264, lire en ligne, consulté le 12 juin 2025)
7. ↑  (en-US) Louise Scodie, « Behind the bars in Israel's only female prison », sur Jewish News, 21 mars 2019 (consulté le 12 juin 2025)
8. ↑  (en) « 'Israel: Conditions for the women prisoners in Neve Tirza are… », sur OMCT (consulté le 12 juin 2025)